# Pagurus arcuatus
Pagurus arcuatus is een tienpotigensoort uit de familie van de Paguridae. De wetenschappelijke naam van de soort is voor het eerst geldig gepubliceerd in 1964 door Squires.